# Viscos
Viscos é uma comuna francesa na região administrativa de Occitânia, no departamento dos Altos Pirenéus. Estende-se por uma área de 6,52 km². Em 2010 a comuna tinha 36 habitantes (densidade: 5,5 hab./km²).